# Ann Turner Robinson
Ann Turner Robinson (... – Londra, 5 gennaio 1741) è stata un soprano inglese del XVIII secolo.

## Biografia
Era la figlia minore di William Turner ((1651/2–1740), un compositore e controtenore contemporaneo di Henry Purcell, ed è particolarmente nota per la sua collaborazione con il compositore Georg Friedrich Händel, nelle cui opere ebbe occasione di esibirsi.
Il 6 settembre 1716 sposò l'organista John Robinson (1682–1762), dal matrimonio con il quale sarebbero nati diversi figli: una soltanto di essi però sopravvisse fino all'età adulta, diventando una cantante come la madre.

Le sue prime esibizioni pubbliche ebbero luogo nel 1718, quando, nel mese di aprile, si esibì in una cantata di Ariosti presso il King's Theatre. L'anno successivo apparve in un concerto privato, accompagnata da Händel, in sostituzione dell'affermato contralto Jane Barbier. Il librettista John Hughes all'epoca commentò che 
 Sicuramente quel concerto non fece nulla per danneggiare l'opinione di Händel su di lei, ed infatti nel 1720 si produsse a fianco di Anastasia Robinson, (con la quale viene spesso confusa) nella prima stagione della Royal Academy, dove cantò nell prima rappresentazione del Numitore di Giovanni Porta, del Narciso di Domenico Scarlatti e soprattutto del Radamisto di Händel, nel personaggio di Polissena, ruolo che conferma la fiducia riposta da Händel nelle sue capacità: la parte richiede una estensione dal mi3 al la4 («e' to a"», nella notazione britannica) e qualche prodezza virtuosistica nelle alte tessiture.
È probabile che Turner Robinson sia stata la "Mrs Robinson", che avrebbe cantato regolarmente tra gli atti nei drammi al Drury Lane (fine 1725 a fine 1726) e che eseguì sette arie d'opera di Händel in un concerto a suo benificio il 28 aprile 1726. In un un'altra iniziativa dello stesso tipo, nel marzo 1729, incluse non meno di 14 pezzi di Händel (la maggior parte dei quali erano stati originariamente composti per Faustina Bordoni o Francesca Cuzzoni). Nel 1732 cantò in alcune prime esecuzioni di Londra di oratori di Händel, come la donna israelita in Esther.